# Janou Lefèbvre
Pour les articles homonymes, voir Lefèbvre.
Janou Lefèbvre, née le 14 mai 1945 à Saïgon (Indochine française) et morte en avril 2025, est une cavalière française, médaillée à deux reprises aux Jeux olympiques.

## Biographie

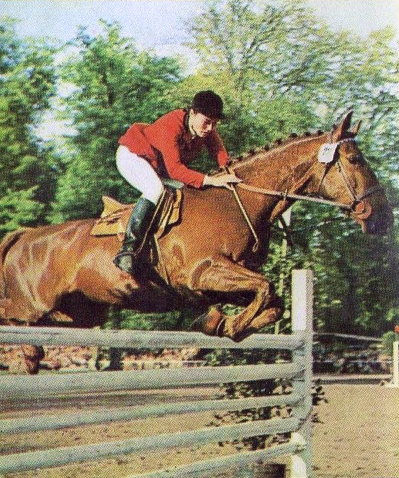
Janou Lefèbvre en 1972.

Née d'un père ingénieur français et d'une mère indochinoise le 14 mai 1945 à Saïgon, Janou Lefèbvre a ouvert la voie aux femmes dans le milieu de la compétition en saut d'obstacles, à la suite de Michèle Cancre.
D'une précocité exceptionnelle, elle conquiert en 1961 à 16 ans un premier titre de championne de France des cavalières (senior) en battant la tenante du titre Michèle Cancre.
Elle obtient de nouveau ce titre deux ans plus tard, en 1963.
Janou Lefèbvre participe ensuite à trois éditions des Jeux olympiques. Le monde la découvre aux Jeux olympiques d'été de 1964 se tenant à Tokyo, en selle sur Kenavo D. Elle termine 14e en saut d'obstacles individuel et surtout médaillée d'argent par équipe aux côtés de Pierre Jonquères d'Oriola et Guy Lefrant , un exploit qu'elle réitérera quatre ans plus tard.
En effet, en 1968 aux Jeux olympiques de Mexico elle acquiert de nouveau la médaille d'argent en saut d'obstacles par équipe et se classe 32e en saut d'obstacles individuel, en selle cette fois sur Rocket.
Entre ces deux échéances majeures, elle obtient son troisième titre de championne de France des cavalières en 1965, et devient la première Française championne d'Europe des cavalières, à Gijon (Esp) en 1966 sur Or Pailleur puis Kenavo D.
En 1969, elle remporte à Aix-la-Chapelle (All) le Prix des Champions réservé aux médaillés olympiques, mondiaux et champions nationaux, en battant des légendes comme Graziano Mancinelli, Nelson Pessoa et Alwin Schockemoehle .
Malgré les nombreuses blessures qui affectent sa carrière sportive, elle remporte d'autres titres. Ainsi, elle remporte en 1970 le Championnat du monde de saut d'obstacles à Copenhague avec son cheval Rocket.
Aux Jeux Olympiques de 1972 se déroulant à Munich, elle est 37e du saut d'obstacles individuel, mais elle gagne de nouveau le championnat du monde de saut d’obstacles en 1974 à La Baule avec Rocket, sous le nom de Janou Tissot-Lefèbvre.
Double médaille d'argent par équipes aux Jeux olympiques, double championne du monde des cavalières, cette personnalité souriante, gracieuse et discrète se consacrera, à l'issue de sa carrière sportive, à l'élevage de Trotteurs Français.